# Самойлов, Игорь Сергеевич
Игорь Сергеевич Самойлов (род. 23 января 1982, Москва) — российский хоккеист, защитник, хоккейный судья.

## Биография
Родился 23 января 1982 года в Москве. Воспитанник школы московского «Спартака». В сезонах 1998/99 — 1999/2000 играл за «Торпедо-2» Ярославль.
На драфте НХЛ 2000 года был выбран в 4-м раунде под общим 107-м номером клубом «Финикс Койотис».
Сезоны (2000/01-2001/02) провёл в команде РХЛ СКА СПб, следующие два сезона отыграл за клуб Суперлиги «Северсталь» Череповец. Затем выступал за команды высшей лиги:  «Нефтяник» Лениногорск (2003/04), «Дмитров» (2004/05), «Южный Урал» Орск (2005/06), «Химик» Воскресенск (2005/06), «Мечел» Челябинск (2005/06 — 2006/07), «Автомобилист» Екатеринбург (2006/07), «Зауралье» Курган (2006/07 — 2007/08), «Металлург» Серов (2008/09).
Бронзовый призер Чемпионата России по хоккею в составе «Северсталь» Череповец.
Серебряный призёр юниорского чемпионата мира 2000.
Занял первое место на зимней Универсиаде в Тарвизио, Италия.
Мастер спорта Международного класса по хоккею с шайбой.
После завершения игровой карьеры стал хоккейным судьёй. В 2012—2013 годах судил игры Федерации хоккея Москвы.В 2014 году судил игры на Параолимпийских играх в Сочи, Россия.